# Nech je svetlo
Nech je svetlo, comercialitzada com a Let There Be Light és una pel·lícula dramàtica en llengua eslovaca del 2019 dirigida per Marko Škop. La pel·lícula està produïda per Jan Melis, Petr Oukropec, Marko Škop i Pavel Strnad. La pel·lícula és protagonitzada per Frantisek Beles, Milan Ondrík, Dieter Fischer i Ingrid Timková. Va ser seleccionada com a entrada eslovaca per al Oscar a la millor pel·lícula de parla no anglesa als Premis Oscar de 2019, però no va ser nominada.

## Trama
Un home eslovac que treballa a Alemanya, aviat s'assabenta que el seu fill s’ha unit a un grup de joves paramilitars, que va participar en la mort d'un company de classe.

## Repartiment
- Frantisek Beles com Adam
- Milan Ondrík com a Milà
- Dieter Fischer com a Roman
- Ingrid Timková com a criada

## Crítica
Richard Mowe d'Eye For Film va escriure: "Škop havia fet una sèrie de documentals premiats abans del seu debut a Eva Nová, i ara Let There Be Light confirma el seu talent com a director d'actors i director segur. escriptor de gran economia i rigor."The Prague Reporter va escriure, ""El destacable de Let There Be Light és una actuació principal especialment empàtica d'Ondrík: el seu Milan, presentat al principi com un personatge irrefrenablement alegre que només vol fer el correcte a poc a poc, se li esborra la perspectiva positiva durant el transcurs de la pel·lícula." Alissa Simon de Variety va escriure, "“Let There Be Light” és un drama seriós i relatiu sobre l'estat de la nació de l'escriptor Marko Škop que destaca la xenofòbia, la hipocresia religiosa i l'ascens de l'extrema dreta en un petit poble eslovac.".

### Premis
| Any  | Premi                                              | Categoria                                  | Resultat  | Refs. |
| ---- | -------------------------------------------------- | ------------------------------------------ | --------- | ----- |
| 2019 | Festival Internacional de Cinema de Karlovy Vary   | Millor actor                               | Guanyador | [ 5 ] |
| 2019 | Festival Internacional de Cinema de Karlovy Vary   | Premi del Jurat Ecumènic - Menció Especial | Guanyador | [ 5 ] |
| 2020 | Fire!! Mostra Internacional de Cinema Gai i Lesbià | Millor pel·lícula                          | Guanyador | [ 6 ] |